# Loes Markerink
Loes Markerink (Delfzijl, província de Groningen, 14 de desembre de 1985) és una ciclista neerlandesa que fou professional del 2004 al 2010.

## Palmarès
- 2003
  -  Campiona del món júnior en ruta
  -  Campiona dels Països Baixos júnior en contrarellotge
- 2005
  - Vencedora d'una etapa al Tour de Bretanya
- 2006
  - 1a a la Novilon Euregio Cup i vencedora d'una etapa
- 2007
  - Vencedora d'una etapa a la Gracia Orlová
- 2008
  - 1a al Gran Premi Stad Roeselare
  - 1a al 7-dorpenomloop Aalburg
  - Vencedora d'una etapa al Holland Ladies Tour
  - Vencedora d'una etapa al Gran Bucle